# Mistrzostwa Polski w Łucznictwie 2022
Mistrzostwa Polski w Łucznictwie 2022 – 86. edycja mistrzostw, która odbyła się w dniach 26–28 sierpnia 2022 roku na torach łuczniczych w Dobrczu.

## Medaliści

### Strzelanie z łuku klasycznego
| Konkurencja           | Złoto                                                                          | Srebro                                                                  | Brąz                                                                                    |
| Indywidualne mężczyzn | Maksymilian Osuch (AZS Poznań I)                                               | Kacper Sierakowski (Marymont Warszawa)                                  | Mateusz Bucki (Stella Kielce)                                                           |
| Indywidualne mężczyzn | Maksymilian Osuch (AZS Poznań I)                                               | Kacper Sierakowski (Marymont Warszawa)                                  | Piotr Starzycki (Marymont Warszawa)                                                     |
| Indywidualne kobiet   | Joanna Bargiel (Łucznik Żywiec)                                                | Aleksandra Wider (Łucznik Żywiec)                                       | Magdalena Śmiałkowska (Społem Łódź)                                                     |
| Indywidualne kobiet   | Joanna Bargiel (Łucznik Żywiec)                                                | Aleksandra Wider (Łucznik Żywiec)                                       | Marlena Kocaj (Resovia Rzeszów)                                                         |
| Drużynowo mężczyzn    | Marymont Warszawa Antoni Powała Piotr Starzycki Kacper Sierakowski Jerzy Sputo | Łucznik Żywiec I Grzegorz Śliwka Konrad Kupczak Jakub Bąk Konrad Słowik | AZS Poznań I Maksymilian Osuch Mateusz Malak Janus Seweryn Ryszard Janiszewski          |
| Drużynowo mężczyzn    | Marymont Warszawa Antoni Powała Piotr Starzycki Kacper Sierakowski Jerzy Sputo | Łucznik Żywiec I Grzegorz Śliwka Konrad Kupczak Jakub Bąk Konrad Słowik | Społem Łódź Michał Basiuras Maciej Kowalczyk Łukasz Nowak Marek Szafran                 |
| Drużynowo kobiet      | Łucznik Żywiec I Sylwia Zyzańska Wioleta Myszor Natalia Leśniak                | Łucznik Żywiec II Karina Kozłowska Aleksandra Wider Klaudia Płaza       | Talent Wrocław Anna Futyma Weronika Goclon Weronika Wardęga Łucja Wesołowska            |
| Drużynowo kobiet      | Łucznik Żywiec I Sylwia Zyzańska Wioleta Myszor Natalia Leśniak                | Łucznik Żywiec II Karina Kozłowska Aleksandra Wider Klaudia Płaza       | Mazowsze Teresin Maria Małolepsza Oliwia Dylik Alicja Zygmunciak Małgorzata Maciągowska |
| Drużynowo mieszane    | Społem Łódź I Marek Szafran Magdalena Śmiałkowska                              | Marymont Warszawa I Kacper Sierakowski Kamila Napłoszek                 | Zryw Dobrcz I Arkadiusz Smoliński Anna Tobolewska                                       |
| Drużynowo mieszane    | Społem Łódź I Marek Szafran Magdalena Śmiałkowska                              | Marymont Warszawa I Kacper Sierakowski Kamila Napłoszek                 | Łucznik Żywiec I Konrad Kupczak Karina Kozłowska                                        |